# Coppa del mondo di corsa in montagna 2012
La Coppa del mondo di corsa in montagna 2012 si è disputata su cinque prove sotto il nome di "WMRA Grand Prix" . La coppa maschile è stata vinta da Azerya Teklay, quella femminile da Valentina Belotti.

## Gare di coppa del mondo 2012
Per il 2012 le gare valevoli per la coppa del mondo erano cinque, contano i migliori quattro risultati. Un atleta entra in classifica finale a condizione di aver raccolto punti in almeno due competizioni valevoli per la coppa.
| Gara | Nome della gara           | Luogo di svolgimento | Data        | Nazione  |
| ---- | ------------------------- | -------------------- | ----------- | -------- |
| 1    | Montée du Grand Ballon    | Willer-sur-Thur      | 17 maggio   | Francia  |
| 2    | Tek na Grintovec          | Kamnik               | 29 luglio   | Slovenia |
| 3    | Harakiri Mountain Race    | Mayrhofen            | 5 agosto    | Austria  |
| 4    | Mondiali a Ponte di Legno | Ponte di Legno       | 2 settembre | Italia   |
| 5    | Smarna Gora               | Lubiana              | 6 ottobre   | Slovenia |

## Punteggi
Ecco come sono stati ripartiti i punti per la coppa del mondo 2012. Dal primo al trentesimo rango. Per la gara finale, la Smarna Gora, e per i campionati del mondo vengono attribuiti maggiori punti.
| Rango | Punti | Punti gara finale e mondiale |
| ----- | ----- | ---------------------------- |
| 1°    | 100   | 120                          |
| 2°    | 85    | 102                          |
| 3°    | 75    | 90                           |
| 4°    | 70    | 84                           |
| 5°    | 65    | 78                           |
| 6°    | 60    | 72                           |
| 7°    | 55    | 66                           |
| 8°    | 50    | 60                           |
| 9°    | 45    | 54                           |
| 10°   | 40    | 48                           |

| Rango | Punti | Punti gara finale e mondiale |
| ----- | ----- | ---------------------------- |
| 11°   | 35    | 42                           |
| 12°   | 30    | 37                           |
| 13°   | 27    | 32                           |
| 14°   | 24    | 29                           |
| 15°   | 22    | 26                           |
| 16°   | 20    | 23                           |
| 17°   | 18    | 21                           |
| 18°   | 16    | 19                           |
| 19°   | 14    | 17                           |
| 20°   | 12    | 15                           |

| Rango | Punti | Punti gara finale e mondiale |
| ----- | ----- | ---------------------------- |
| 21°   | 10    | 13                           |
| 22°   | 9     | 11                           |
| 23°   | 8     | 9                            |
| 24°   | 7     | 8                            |
| 25°   | 6     | 7                            |
| 26°   | 5     | 6                            |
| 27°   | 4     | 5                            |
| 28°   | 3     | 4                            |
| 29°   | 2     | 3                            |
| 30°   | 1     | 2                            |

## Uomini
Classifica finale
| Pos. | Atleta            | Anno | Nazione     | Gara 1 | Gara 2 | Gara 3 | Gara 4 | Gara 5 | Totale |
| ---- | ----------------- | ---- | ----------- | ------ | ------ | ------ | ------ | ------ | ------ |
| 1    | Azerya Teklay     | 1978 | Eritrea     |        | 100    | 100    | 102    | 102    | 404    |
| 2    | Alex Baldaccini   | 1988 | Italia      | 75     |        | 60     | 72     | 120    | 327    |
| 3    | Gabriele Abate    | 1979 | Italia      | 85     |        | 70     | 78     | 72     | 305    |
| 4    | Ahmet Arslan      | 1986 | Turchia     | 100    | 85     |        |        | 48     | 233    |
| 5    | Abraham Kidane    | 1974 | Eritrea     |        | 70     | 85     |        |        | 155    |
| 6    | Mitja Kosovelj    | 1984 | Slovenia    |        |        |        | 42     | 84     | 126    |
| 7    | Orlando Edwards   | 1975 | Regno Unito |        | 60     |        |        | 42     | 102    |
| 8    | Adam Kovacs       | 1986 | Ungheria    | 65     |        | 27     | 8      |        | 100    |
| 9    | Gasper Bregar     | 1990 | Slovenia    |        | 45     |        |        | 37     | 82     |
| 10   | Simon Alic        | 1971 | Slovenia    |        | 55     |        |        | 26     | 81     |
| 11   | Emanuele Manzi    | 1977 | Italia      |        |        | 20     |        | 60     | 80     |
| 12   | Anders Kleist     | 1980 | Svezia      |        |        | 50     | 3      |        | 53     |
| 12   | Simon Lechleitner | 1979 | Austria     |        |        | 40     | 13     |        | 53     |
| 14   | Luka Mihelic      | 1992 | Slovenia    |        | 40     |        |        | 7      | 47     |
| 15   | Julien Rancon     | 1980 | Francia     |        |        | 30     | 11     |        | 41     |
| 16   | Gregor Mlakar     | 1988 | Slovenia    |        | 18     |        |        | 15     | 33     |
| 17   | Andrei Leanca     | 1995 | Romania     |        |        | 10     |        | 8      | 18     |
| 18   | Franci Teraz      | 1962 | Slovenia    |        | 5      |        |        | 6      | 11     |

## Donne
Classifica finale
| Pos. | Atleta                  | Anno | Nazione     | Gara 1 | Gara 2 | Gara 3 | Gara 4 | Gara 5 | Totale |
| ---- | ----------------------- | ---- | ----------- | ------ | ------ | ------ | ------ | ------ | ------ |
| 1    | Valentina Belotti       | 1980 | Italia      | 100    |        | 65     | 102    | 90     | 357    |
| 2    | Iva Milesova            | 1980 | Rep. Ceca   | 65     | 100    | 45     |        | 72     | 282    |
| 3    | Mateja Kosovelj         | 1988 | Slovenia    |        | 75     |        | 72     | 120    | 267    |
| 4    | Emma Clayton            | 1988 | Regno Unito | 85     | 85     | 50     |        |        | 220    |
| 5    | Sabine Reiner           | 1981 | Austria     |        |        | 100    | 78     |        | 178    |
| 6    | Stevie Kremer           | 1983 | Stati Uniti |        |        |        | 66     | 102    | 168    |
| 7    | Mihaela Tusar           | 1966 | Slovenia    |        | 60     |        |        | 54     | 114    |
| 8    | Renate Rungger          | 1979 | Italia      |        |        | 75     | 32     |        | 107    |
| 9    | Andreja Godec           | 1977 | Slovenia    |        | 50     |        |        | 42     | 92     |
| 10   | Ursa Trobec             | 1967 | Slovenia    |        | 55     |        |        | 23     | 78     |
| 11   | Antonella Confortola    | 1975 | Italia      |        |        | 55     | 21     |        | 76     |
| 12   | Petra Miklosa           | 1974 | Slovenia    |        | 45     |        |        | 26     | 71     |
| 13   | Natasa Aljancic         | 1969 | Slovenia    |        | 40     |        |        | 15     | 55     |
| 14   | Pavla Schorna-Matyasova | 1980 | Rep. Ceca   |        |        | 35     | 17     |        | 52     |
| 15   | Marija Medja            | 1961 | Slovenia    |        | 35     |        |        | 11     | 46     |
| 16   | Marta Sorli             | 1962 | Slovenia    |        | 20     |        |        | 9      | 29     |